# World Editor
Warcraft III World Editor — офіційний редактор рівнів для відеоігор серії Warcraft III від Blizzard Entertainment. Він схожий на редактор StarEdit, що додається до гри StarCraft , однак World Editor потужніший і функціональніший, ніж його попередник. Як і з редактором StarCraft, Blizzard не підтримує редактор і не відповідає на питання і проблеми, пов'язані з його використанням.

## Можливості
World Editor дозволяє створювати і редагувати карти для ігор Warcraft III: Reign of Chaos та The Frozen Throne. За умовчанням, карта зберігається у версії для Reign of Chaos, і її можна запустити в обох іграх. Однак, коли потрібні ресурси доповнення The Frozen Throne, зберігається версія для доповнення, і в такому випадку карта може бути відкрита тільки в доповненні.
У порівнянні з редактором рівнів StarCraft, World Editor має більші можливості, наприклад, він підтримує різне панорамування камер під час гри, включає набагато більшу кількість редагованих параметрів для юнітів, декорацій, предметів та іншого і дозволяє імпортувати в карту звукові та графічні файли, а також тривимірні моделі.
Редактор поділений на 8 модулів, кожен з яких виконує свої функції:
- Редактор рельєфу — дозволяє змінювати рельєф і декорації, додавати і управляти юнітами, областями і камерами. Кожна з цих складових призначена для своїх цілей: так, рельєф, декорації і юніти призначені для створення візуальної складової карти, камери дозволяють створити анімовану ігрову сцену, а області потрібні для управління ходом сценарію. Для роботи з модулем в ньому присутня невелика панель інструментів.
- Редактор тригерів — спрощений редактор мови JASS. Замість текстового коду тут використовуються тригери, кожен з яких призначений для виконання якоїсь частини сценарію карти. Кожен тригер складається з події, умови та дії.
- Редактор звуку — модуль для роботи зі звуком. Дозволяє управляти звуковими змінними, імпортувати і експортувати звукові файли, змінювати гучність. Проте він не підтримує редагування безпосередньо звукових файлів.
- Редактор об'єктів — містить більшість об'єктів гри (зокрема, юнітів, їх здібності, декорації і заклинання) і дозволяє змінювати безліч їх параметрів. У версії редактора для Reign of Chaos мав тільки вкладку «Війська», проте в додаток до неї були додано ще 6 вкладок.
- Редактор кампаній — дозволяє об'єднувати декілька карт в одну кампанію. Формат створеної кампанії схожий на кампанії одиночної гри: для неї можна встановити фонове зображення, в ній присутні глави, і досягнення однієї глави можуть переходити в іншу. У кампанії можна грати тільки в додаток The Frozen Throne.
- Редактор ШІ — редактор штучного інтелекту. Дозволяє задавати деякі параметри ШІ: ступінь прокачування героїв, порядок розвитку бази, варіанти атаки та інші.
- Менеджер об'єктів — в одному вікні містить як загальну інформацію про карту, так і інформацію з інших модулів.
- Менеджер імпорту — дозволяє імпортувати в карту файли, які надалі можна використовувати в будь-якому модулі.

Незважаючи на безліч можливостей, редактор має і недоліки, для заповнення яких мапмейкерами використовуються сторонні утиліти. Деякі функції, які вони можуть виконувати:
- Створення та редагування файлів, які неможливо правити в редакторі. Зокрема, до них належать звук, графіка (текстури) та тривимірні моделі.
- Оптимізація карти (зменшення розміру, або швидкості завантаження).
- Захист картки від розтину.
- Написання коду на JASS, без використання редактора тригерів.
- Робота безпосередньо з файлом карти без редактора.

### Англомовні
- Офіційний форум картоделов.

- Warcraft 3 Download Area — найбільша в інтернеті база ресурсів для модмейкінга в Warcraft III.
- Warcraft 3 Campaigns- великий форум з розробки карт [Архівовано 24 липня 2011 у Wayback Machine.].
- Epic War — Неофіційна база карт [Архівовано 26 січня 2009 у Wayback Machine.].

### Російськомовні
- XGM [Архівовано 27 липня 2011 у Wayback Machine.] — Xtreme Game Modmaking, один з найбільших російськомовних сайтів по створенню модів як для WarCraft III, так і інших популярних ігор. Велика кількість якісних модов/моделей/напрацювань. На рахунку кілька готових якісних кампаній/модів.
- Russian Blizzard Games Community — один з найбільших російськомовних сайтів шанувальників ігор Blizzard. Велике зібрання статей по модмейкінгу і створення карт для Warcraft III.
- Editor і все по Warcraft[недоступне посилання з червня 2019] — Форум, присвячений створенню карт для Warcraft. Містить величезну кількість статей, корисних файлів і багато чого іншого.

Шаблон:Редактори рівнів